# Slaščica
Slaščíca je prehrambeni izdelek, katerega glavna sestavina je sladkor ali kakšno drugo sladilo.
Po obliki in sestavinah jih je veliko:
- karamela
- čokolada
- kasata
- lizika
- mandolat
- ratluk
- sladoled
- žvečilni gumi
- lect
- marcipan